# Arne
Arne je moško osebno ime.

## Izvor imena
Ime Arne je različica moškega osebnega imena Arnold.

## Različice imena
- moška različica imena: Arnel
- ženska različica imena: Arnela

## Pogostost imena
Po podatkih Statističnega urada Republike Slovenije je bilo na dan 31. decembra 2007 v Sloveniji število moških oseb z imenom Arne: 100.

## Osebni praznik
Osebe z imenom Arne lahko godujejo takrat kot osebe z imenom Arnold.